# Pholcus genuiformis
Pholcus genuiformis är en spindelart som beskrevs av Jörg Wunderlich 1995. Pholcus genuiformis ingår i släktet Pholcus och familjen dallerspindlar.
Artens utbredningsområde är Algeriet. Inga underarter finns listade i Catalogue of Life.